# 회덕초등학교
회덕초등학교는 대한민국 대전광역시 대덕구 읍내동에 있는 공립 초등학교이다.

## 학교 연혁
- 1936년 5월 16일 회덕공립보통학교 개교
- 1938년 4월 1일 회덕공립심상소학교로 개칭[1]
- 1941년 4월 1일 회덕공립국민학교로 개칭[2]
- 1949년 10월 1일 와동국민학교 분리
- 1964년 3월 1일 동산국민학교 분리
- 1981년 3월 1일 병설유치원 개원
- 1983년 2월 15일 대전시로 편입[3]
- 1988년 5월 20일 중리국민학교 분리
- 1996년 3월 1일 회덕초등학교로 개칭[4]
- 2016년 2월 16일 제77회 졸업식 (총 8,044명)
- 2016년 3월 1일 21학급 편성(특수 2학급 포함), 병설유치원 2학급
- 2017년 2월 17일 제78회 졸업식 (총 8,105명)
- 2017년 3월 1일 21학급 편성(특수 2학급 포함), 병설유치원 2학급

## 참고 자료
- 회덕초등학교 - 한국교육학술정보원 학교알리미